# 朱声达
朱声达（1914年12月26日—1985年1月21日），男，汉族，湖北江陵人，中国人民解放军将领、中国人民解放军开国少将。
曾任中国人民解放军陕西军区副司令员兼参谋长、宁夏军区司令员、甘肃军区副司令员兼参谋长等职。1955年，授予中国人民解放军少将。